# Jujols
Jujols – miejscowość i gmina we Francji, w regionie Oksytania, w departamencie Pireneje Wschodnie.
Według danych na rok 1990 gminę zamieszkiwało 37 osób, a gęstość zaludnienia wynosiła 4 osoby/km² (wśród 1545 gmin Langwedocji-Roussillon Jujols plasuje się na 863. miejscu pod względem liczby ludności, natomiast pod względem powierzchni na miejscu 793.).

## Zabytki
Zabytki na terenie gminy posiadające status monument historique:
- kościół św. Juliana i Bazylisy (Église Saint-Julien-et-Sainte-Basilisse de Jujols)

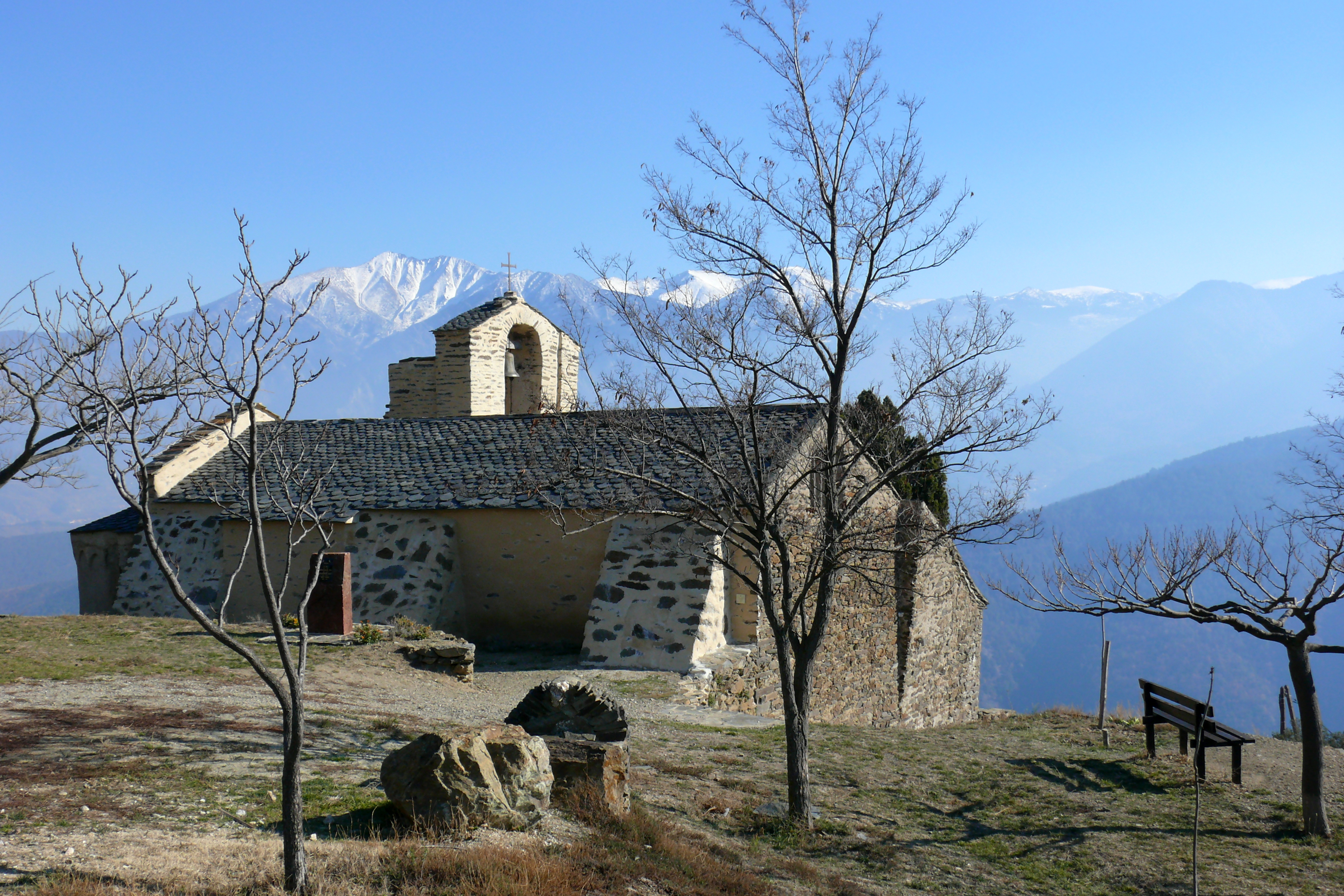
Kaplica w Jujols, w tle Canigó, 2008

## Populacja

Populacja Jujols w latach 1962–2008